# 板東英二の虹スタ!
『板東英二の虹スタ!』（ばんどうえいじのにじスタ）は、2004年7月3日から2007年3月31日までテレビ愛知で放送された情報番組。テレビ愛知栄サテライトスタジオからの生放送。
この項目では、2003年4月19日から2004年6月26日まで同局で放送された前身番組『板東英二のここに住マッシュ!』（ばんどうえいじのここにスマッシュ）についても触れる。

## 概要

### 板東英二のここに住マッシュ!
当時テレビ愛知が単発番組放送枠として使っていた土曜13時00分枠で、月に1回のペースで放送される住宅情報番組としてスタートした。同タイトルを冠していた当時は、主に東海3県各地の住宅物件情報や住宅のリフォームに関する情報を取り扱っていた。出演者全員がスタジオレギュラーとリポーターを兼任していたのが特徴で、司会の板東英二自身もリポーターを務めるなど、この当時から既に番組のスタイルは確立されていた。
2004年4月3日放送分からは同タイトルを冠したまま土曜12時30分枠でレギュラー番組化され、非常に短い期間ではあったが同年6月26日まで週に1回のペースで放送されていた。

### 板東英二の虹スタ!
前述の『板東英二のここに住マッシュ!』が放送時間の変更を機に改題リニューアルしたもので、同タイトルへの改題以後は住宅関連の情報のほかにも、東海3県各地の行楽情報や日本各地の特産品情報といったより日常生活に即した話題も取り上げるようになった。ハイビジョン制作の番組だったが、一部のコーナーは回によってハイビジョンで制作されたり標準画質で制作されたりと線引きが曖昧で、これらが渾然一体と化した構成の番組だった。

## 放送時間
いずれもJST。

### 板東英二のここに住マッシュ!
- 土曜 13:00 - 14:25 （2003年4月 - 2004年3月） - この当時の放送週は不定。13:00から『今夜も千両箱』の再放送がある回では、13:40から14:25までの短縮放送となった。
- 土曜 12:30 - 13:24 （2004年4月 - 2004年6月） - 以後は週に1回のペースで放送。

### 板東英二の虹スタ!
- 土曜 14:00 - 14:54 （2004年7月 - 2007年3月） - 改題以後は放送枠を1時間30分繰り下げて放送。

## 出演者
このほか、実施企画の内容によっては一級建築士や若い女性モデルなどが出演することもあった。

### 板東英二のここに住マッシュ!
- 板東英二
- 矢野きよ実
- 山田麻琴
- 宮本忠博
- 清水美智子（当時テレビ愛知アナウンサー）

### 板東英二の虹スタ!
- 板東英二
- 矢野きよ実
- 山田麻琴
- 宮本忠博
- 清水美智子（当時テレビ愛知アナウンサー）
- 陶山慎晃（当時テレビ愛知アナウンサー） - 「虹スタシネマプレビュー」のコーナーを担当。
- 改野由佳（当時テレビ愛知アナウンサー）
- 相澤伸郎（テレビ愛知アナウンサー） - ナレーターを担当。

## コーナー
- 虹スタ調査隊
- ワザあり建築お邪魔します
- HOW TO 人生
- 虹スタQ!
- 虹スタグルメナビ
- リフォームQ&A
- 英二の部屋
- バンドーのカンドー
- 虹スタシネマプレビュー
- 天然旬彩
- ぶらり湯あたり紀行
- 虹スタ!生活情報部
- ナゴヤドットコム
- 和菓子コーナー